# Mindwars
Mindwars ist eine italienisch-US-amerikanische Speed- und Thrash-Metal-Band aus Turin und Los Angeles, Kalifornien, die 2013 gegründet wurde.

## Geschichte
Die Band wurde im Herbst 2013 von dem US-Amerikaner Mike Alvord (E-Gitarre, Gesang) und dem Italiener Roby Vitari gegründet. Beide kannten sich bereits seit dem Jahr 1989, als Alvord mit seiner Band Holy Terror auf Europa-Tournee gegangen war, um ihr 1988er Album Mind Wars zu bewerben, und dabei Vitari, der bei Jester Beast und Headcrasher tätig war, kennenlernte. Bei ihrem Gespräch stellten sie fest, dass Alvord dieselben Wurzeln wie Vitari hatte, da Alvords Großeltern wie Vitari aus Süditalien stammten. Erst 2013 kontaktierten sie sich jedoch über das Internet wieder und beschlossen die Gründung von Mindwars. Daraufhin erschienen 2014 und 2016 die beiden Alben The Enemy Within und Sworn to Screcy. Letzteres Album war von Bill Metoyer abgemischt und gemastert worden. 2014 und 2016 ging die Band auf Tournee durch die USA, wobei 2016 auch eine Tour durch Europa abgehalten wurde. All diese Touren waren selbstfinanziert. Im Januar 2017 wurden weitere Auftritte abgehalten, 2018 mit Do Unto Others ein weiteres Album veröffentlicht.

## Stil
Paulomaniaco von metal-temple.com ordnete die Musik auf The Enemy Within dem Speed- und Thrash-Metal zu, wobei sich die Gruppe dabei an den 1980er Jahren orientiere. Zudem belebe sie hierauf die New Wave of British Heavy Metal wieder. Außerdem seien Einflüsse von Pink Floyd und Cathedral hörbar. Thomas Meyer von voicesfromthedarkside.de zufolge ist beim Hören von Sworn to Secrecy ein Vergleich zu Holy Terror nur bedingt möglich, da hierauf mehr zu hören sei, als nur Speed- und Thrash-Metal. So habe Lies alternative Momente und ein Solo, wie es sonst im Classic Rock hörbar sei, und Helpless habe einen balladesken Charakter. Der Gesang klinge jedoch wie für Thrash Metal üblich.

## Diskografie
- 2014: The Enemy Within (Album, Punishment 18 Records)
- 2016: Sworn to Secrecy (Album, Punishment 18 Records)
- 2018: Do Unto Others (Album, Dissonance)[3]
- 2020: The Fourth Turning (Album, Dissonance)[6]